# Gamboula
Gamboula est une ville de République centrafricaine, chef-lieu de sous-préfecture de la préfecture de Mambéré-Kadéï.

## Géographie
La ville est située à 74 km à l'ouest du chef-leu de la préfecture Berbérati par la route nationale 6. Gamboula constitue la plus importante ville sur la frontière avec le Cameroun (avec Baboua plus au nord) situé au-delà de la rivière Kadéï.

## Histoire
Après avoir été cédée au Cameroun allemand à la suite de l'accord du 4 novembre 1911, la localité réintègre les possessions françaises en 1914 dans la colonie du Moyen-Congo. La République centrafricaine indépendante instaure la localité en poste de contrôle administratif de la sous-préfecture de Berbérati, préfecture de Haute-Sangha. Gamboula est érigée en sous-préfecture en mars 1967.

## Administration
Gamboula est la principale localité de la commune de Basse-Boumbé.

## Société
La ville est le siège de la paroisse catholique Notre-Dame de Fatima de Gamboula, fondée en 1959, dépendant du diocèse de Berbérati.

## Économie
Dans la région de Gamboula, les cultures commerciales sont constituées des plantations de tabac. L'activité tabacole a souffert de la fermeture de la CETAC (Compagnie d’exploitation de tabac en Centrafrique).